# Wojciech Jurkiewicz
Wojciech Jurkiewicz (ur. 21 czerwca 1977 w Lubinie) – prezes klubu siatkarskiego BKS Visła Bydgoszcz, siatkarz, występujący na parkiecie na pozycji środkowego. Jest bratem piłkarza ręcznego, reprezentanta Polski Mariusza Jurkiewicza.
Absolwent Uniwersytetu Wrocławskiego (Wydział Filologii Germańskiej).
Z żoną Agnieszką mają córkę Aleksandrę oraz syna Igora.

## Kariera
- 1998–2000 Ikar Legnica
- 2000–2003 Morze Szczecin
- 2003–2006 Wkręt-met Domex AZS Częstochowa
- 2006–2007 AZS Politechnika Warszawa
- 2007–2009 Jastrzębski Węgiel
- 2009–2018 Delecta Chemik/Transfer/Łuczniczka Bydgoszcz

## Sukcesy
- 2004 Brązowy medalista mistrzostw Polski z Pamapolem AZS-em Częstochowa
- 2005 Srebrny medalista mistrzostw Polski z Pamapolem AZS-em Częstochowa
- 2009 Srebrny medalista Challenge Cup z Jastrzębskim Węglem
- 2009 Brązowy medalista mistrzostw Polski z Jastrzębskim Węglem